# (73584) 3228 T-1
(73584) 3228 T-1 – planetoida z pasa głównego asteroid okrążająca Słońce w ciągu 3,81 lat w średniej odległości 2,44 j.a. Odkryta 26 marca 1971 roku.